# Basarabi, Dolj
Basarabi este un sat ce aparține municipiului Calafat din județul Dolj, Oltenia, România. Satul actual este relativ nou (a doua jumătate a secolului al XIX-lea), dar vatra satului este locul unde au fost descoperite urmele Culturii Basarabi; descoperirile arheologice efectuate pe raza satului Basarabi sunt cunoscute sub denumirea „cultura sau complexul Basarabi”.
Satul are o populație de 600 de locuitori.
Comunitatea acestui sătuț a fost șocată când la începutul lunii octombrie, anul 2021, s-a aflat că un tânăr și-a omorît bunica cu bestialitate. Poliția a interogat suspectul si a aflat că ar fi aruncat-o în canalul din apropierea casei (marginea satului).
 Acest articol despre o localitate din județul Dolj este deocamdată un ciot. Puteți ajuta Wikipedia prin completarea lui.